# 22 mars 1911
Le mercredi 22 mars 1911 est le 81e jour de l'année 1911.

## Naissances
- Jack Popplewell (mort le 16 novembre 1996), écrivain et dramaturge anglais
- Lina Gennari (morte le 11 octobre 1997), actrice et chanteuse italienne
- Louis Rigaudias (mort le 13 mai 1999), militant socialiste et dirigeant trotskiste français
- Percy Yutar (mort le 13 juillet 2002), avocat sud-africain
- Raymond Z. Gallun (mort le 2 avril 1994), écrivain américain
- Sophie Maslow (morte le 25 juin 2006), danseuse et chorégraphe américaine

## Décès
- Désiré Girouard (né le 7 juillet 1836), personnalité politique canadienne

## Événements
- Création de la municipalité américaine de Daly City